# PStB T1
Der Triebwagen PStB T1 war ein vierachsiger Dieseltriebwagen der Plettenberger Straßenbahn, der 1941 von der Waggonfabrik Fuchs und Brown, Boveri & Cie. als Schlepptriebwagen gebaut wurde und bis 1960 im Einsatz stand. 1968 wurde er bei der Sylter Inselbahn verschrottet.

## Geschichte und Einsatz
Nachdem die Bemühungen um eine Elektrifizierung der Plettenberger Straßenbahn in den Jahren 1927/28 gescheitert waren, wollte die Gesellschaft in der zweiten Hälfte der 1930er Jahre den Betrieb mit einem dieselelektrischen Triebwagen modernisieren und bestellte hierzu 1938 den späteren T1. Die mechanische Ausrüstung sollte zunächst von MAN gefertigt werden, bedingt durch die Kriegswirtschaft wurde sie aber von der Waggonfabrik Fuchs ausgeführt. Der Kriegsausbruch verzögerte die Fertigung des Fahrzeuges, sodass es erst im Dezember 1941 zur Auslieferung kam.
Der Wagen war für eine Höchstgeschwindigkeit von 50 km/h zugelassen, die er bei der Plettenberger Straßenbahn nicht ausfahren konnte. Nach Einführung der
Druckluftbremse waren auf eigenem Bahnkörper 25 km/h und auf Straßen 8 bis 12 km/h zugelassen. Die Folge waren ständige Probleme mit der Ölkühlung und Werkstattaufenthalte, darunter ein Kolbenfresser. Erst die Ausrüstung mit einem luftgekühlten Motor von KHD in den Jahren 1954/55 sorgte für Abhilfe.
Auf der steigungsreichen Oestertalbahn konnte der Triebwagen bis zu vier Personenwagen befördern. Im Güterverkehr beförderte er Rollwagen.
Die Aufgabe des Personenverkehrs machte den Triebwagen 1958 überflüssig. 1960 wurde er an die Sylter Inselbahn verkauft und sollte dort die Bezeichnung T65 tragen. Auf Grund der komplizierten Technik und empfindlichen elektrischen Schaltung wurden dort lediglich Probefahrten durchgeführt. 1965 wurde er ausgemustert und 1968 verschrottet.

## Konstruktive Merkmale
Das Kastengerippe des Wagenkastens war in Leichtbauweise in Spantenbauart hergestellt und bestand aus elektrisch verschweißten Baustahlprofilen. Eine Tür zum Fahrgastraum war als Doppelschiebetür ausgebildet und stellte den Zugang zum Fahrgastraum über zwei Stufen dar. Eine etwas höher gelegene Schiebetür war der Zugang zum Gepäckraum. Der Innenraum bestand etwa zu gleichen Teilen aus dem Fahrgastabteil mit 26 Sitzplätzen in der 3. Wagenklasse und dem Gepäck- bzw. dem Motorraum. Die Maschinenanlage beanspruchte ungefähr ein Drittel des Innenraumes. Die Führerstände waren durch das Fahrgast- bzw. Gepäckabteil zu erreichen. 
Die Maschinenanlage bestand ursprünglich aus einem Sechszylinder-Viertakt-Dieselmotoren des Typs MAN W6V, der mit einem Hauptgenerator von Brown, Boveri & Cie. mit einer Leistung von 100 kW direkt verbunden war. Außerdem wurde ein Hilfsgenerator mit einer Leistung von 3,4 kW angetrieben. In den Drehgestellen waren je zwei elektrische Fahrmotoren mit einer Leistung von je 59 kW verbaut, die in Tatzlager-Bauweise ausgeführt waren. Die Maschinenanlage wurde 1954/55 durch den Tausch des Dieselmotors gegen einen luftgekühlten der Bauart KHD A8 L 614 geändert, wodurch die Probleme mit der Überhitzung bei Langsamfahrt beseitigt werden konnten.
Mit dem Kauf des Triebwagens wurde die Druckluftbremse bei der Plettenberger Straßenbahn eingeführt. Daraufhin wurden die Personenzüge mit diesem Bremssystem ausgerüstet, die Güterzüge wurden nie mit einem Bremssystem versehen. Der Triebwagen war mit einer Kohleheizung ausgestattet. Eine Besonderheit waren die je zwei Fahrtrichtungsanzeiger auf beiden Seiten, analog zu Straßenbahnen jener Zeit, da die Plettenberger Straßenbahn großteils in Straßenlage verkehrte. Ursprünglich hatte der Wagen einen dunkelgrünen Kasten, der Rahmen war schwarz lackiert und das Dach beige, ab 1955 war er rot-elfenbein lackiert.